# Spol i rod
Spol (lat. sexus) je skup anatomskih, fizioloških i psiholoških obilježja po kojima se među jedinkama iste vrste razlikuju mužjaci i ženke. Spol je određen nasljedno, kromosomskom strukturom. Karakteristike spola povezane su s reproduktivnim sustavom i pod utjecajem su spolnih hormona. Neke niže životinje mogu imati obilježja obaju spolova. U većine viših životinja spolovi su odijeljeni.
Razlikovanje roda i spola kao dva pojma različitih značenja je do određene mjere prihvaćeno u sociološkim, psihološkim i medicinskim znanostima. Međutim, u popularnoj se kulturi rod i spol u najvećem broju slučajeva koriste kao sinonimi; to se ponekad događa i u znanstvenim biomedicinskim radovima, velikim dijelom zbog utjecaja medija, zbog čega znanstvenici pozivaju na oprez. D. H. Ogle 2012. godine objavljuje analizu znanstvenih časopisa o ribarstvu u Kanadi i SAD prema kojima se u tim publikacijama „sex” i „gender” koriste kao potpuni sinonimi u 99 % slučajeva (u 308 od 311 proučenih znanstvenih članaka), a samo u 1 % slučajeva se koriste na način kako to predlažu pobornici različitog korištenja tih pojmova. „Pravilnu” upotrebu riječi „rod” ustrajno promoviraju znanstvenici okupljeni oko tzv. „rodnih studija”, sveučilišnih ustanova koje su osnovane na mnogim sveučilištima u svrhu istraživanja i promoviranja feminizma i LGBT aktivizma. Takav novi način korištenja termina „spol” i „rod” nerijetko promoviraju i javne ustanove. Međutim, „koje socijalne prakse konstruiraju rod, što je zapravo socijalna konstrukcija i što znači da netko pripada određenom rodu, predstavlja važnu kontroverziju između feminista. Ne postoji konsenzus o tim pitanjima”, ali se iz feminističkih krugova svejedno vrlo uporno promovira govor o „rodu” i korištenje tog termina u službenim dokumentima.  

Vode se složene diskusije o tome gdje bi jedno trebalo prestajati, a drugo počinjati; feministička politologinja Carole Pateman u knjizi Spolni ugovor još 1988. godine posve negira smisaonost te razlike. Richard Lippa (psiholog i profesor na California State University) u knjizi Gender, Nature and Nurture (iz 2005. god, ponovljeno izdanje 2014.) odlučuje i ubuduće koristiti termine „spol” i „rod” kao sinonime, te iznosi: 
„Neki istraživači predlažu da se riječ spol koristi kada se govori o biološkim razlikama, dok bi riječ rod trebalo koristiti u pogledu kulturnih razlika. Međutim, nije jasno do koje su mjere razlike između muškaraca i žena posljedica bioloških faktora, u odnosu na naučene i kulturalne faktore. Nadalje, nekritično korišnjenje riječi rod dovodi do zamagljivanja razlike između dva različita predmeta: a) razlike između muškaraca i žena i b) individualnih razlika u muškosti i ženstvenosti koje se pojavljuju unutar svakog od spolova.”
Suprotno tome, filozofkinja i utjecajna queer teoretičarka Judith Butler iznosi 1988. godine mišljenje da bi „rod” bio fluidna varijabla koja se mijenja u različitim prilikama i tijekom vremena; da „rod” može biti izveden na tradicionalan način (u skladu s uvriježenim konceptima muškosti i ženskosti) i netradicionalan način (izmjena rodnih normi, višestruki i miješani identiteti) – te prema Butler „rodni identitet”, kao osobni doživljaj pojedinca kao muškarca ili žene može, ali ne mora korespondirati s njegovim aktualnim biološkim spolom; Butler time upućuje na lezbijsko življenje kao način da se uspješno razgradi postojeći koncept ženstvenosti, koji po njoj perpetuira društvenu ovisnost o muškarcu. Ovakvo radikalnije definiranje roda (gdje bi „homoseksualac”, „muški biseksualac”, „heteroseksualni muškarac”, „heteroseksualna žena”, „butch lezbijka”, „femme lezbijka” bili zasebni „rodovi”) do danas ima svojih pobornika, ali nije široko prihvaćeno izvan kruga pobornika queer teorije. 
Znanstvenici koji se zalažu za različitu upotrebu pojmova „spol” i „rod” daju tim terminima manje radikalne implikacije. Prema objašnjenju dostupnom (2014. god.) na mrežnim stranicama Svjetske zdravstvene organizacije, fiziološke karakteristike jedinki ljudske vrste bi se razmatrale u kategoriji „spol”, a kulturalno zadane razlike – npr. u većini zemalja svijeta žene obavljaju većinu kućanskih poslova, u nekim zemljama se smatra posve neprihvatljivim da žene puše – bi trebalo razmatrati u kategoriji „rod”. Prema takvoj definiciji, rod svake osobe bi bio identičan njenom spolu, što se očito razlikuje od onoga što promoviraju pobornici teorije queera poput spomenute J. Butler.

## Razlikovanje
U suvremenoj društvenoj znanosti značajno je razlikovanje između spola (eng. sex) i roda (eng. gender), koje potječe iz feminizma. U svakodnevnom jeziku ta se razlika obično ne čini.  
U vodećim rječnicima engleskog jezika se riječi „spol” i „rod” za sada koriste kao sinonimi u svojem osnovnom značenju, „biti muško ili žensko”, dok u alternativnom značenje riječ „gender” označava „gramatički rod”, a riječ „sex” u alternativnom značenju može označavati i seksualnu aktivnost. Hrvatski filolozi daju čitav niz značenja hrvatskoj riječi „rod” koji su učvršćeni u jezičnoj praksi (može ta riječ označavati ljude koji su srodnici, stanovitu grupu organizama u biologiji, kategoriju u nekoj umjetnosti, dio oružanih snaga; također i spol) - ali se značaj kakav toj riječi od kraja 1980-ih godina u znanstvenom i društvenom diskursu uporno sugeriraju feministi za sada (2014. godine) uopće ne spominje.
U Zakonu o suzbijanju diskriminacije iz 2008. godine spominje se „rodni identitet” kao nešto što bi se razlikovalo od spola; Zakon o ravnopravnosti spolova donesen iste godine (dapače, oba su zakona stupila na snagu 15. srpnja 2008.) koristi riječi „spol” i „rod” kao sinonime. Kao sinonime, koristi riječi rod i spol i Zakon o životnom partnerstvu osoba istog spola iz 2014. god.
Korištenje termina „spol” i „rod” kao različitih promovira se danas (2014. god.) i na stranicama Svjetske zdravstvene organizacije, gdje možemo naći definiciju da se riječ „spol” odnosi na biološke i fiziološke karakteristike koje definiraju muškarca i ženu, a „rod” na socijalno konstruirane uloge, ponašanja, aktivnosti i atribute koje jedno određeno društvo smatra odgovarajućima za muškarce i žene.
Znatan broj autora na području biologije i biomedicine koristi riječ „rod” na način koji približno odgovara onome što predlažu znanstvenici koji su skloni teoriji „roda”; drugi koriste riječ „rod” (eng. „gender”) na drugačiji način. Tako Bruce M. King (afirmirani psiholog i seksolog) u članku „Naglasak: poziv na pravilno korištenje 'roda' i 'spola' u biomedicinskim publikacijama” iz 2009. godine nalazi u promatranom petogodišnjem razdoblju 197 znanstvenih članaka evidentiranih u biomedicinskoj bazi MEDLINE u kojima se spominju „rod” štakora – čemu se teoretičari „roda” (uključujući B. M. Kinga) protive i predlažu da se termin "rod" koristi isključivo kod ljudi. King zaključuje: „Ne možemo očekivati da će mediji koristiti termine spol i rod ispravno ako akademske publikacije ne čine tako”. Međutim je onakvo korištenje kakvo sugeriraju feministički teoretičari u znatnoj mjeri prihvaćeno među seksolozima; tako je puno ime znamenitog Kinseyevog instituta „Kinseyev institut za istraživanje spola, roda i reprodukcije” (eng. Kinsey Institute for Research in Sex, Gender, and Reproduction). 
Na području psihologije mnogi psiholozi – osobito feministički psiholozi – prave razliku između termina „spol” i termina „rod”. Godine 1955. psiholog i seksolog John Money (Johns Hopkins University, SAD) koristi termin „rod” kada je riječ o pojedinčevim psihološkim karakteristikama i ponašanju, dok „spol” koriste za opisivanje fizičkih karakteristika. Feministička socijalna psihologinja Rhoda Unger iznosi 1979. god. mišljenje kako široko rasprostranjeno korištenje riječi „spol” implicira stav da su razlike između muškaraca i žena prirodne i nepromjenjive, stoga se zalaže da se koristi riječ „rod” za označavanje osobina koje kultura smatra prikladnima za žene i muškarce; njenom utjecaju se pripisuje širenje korištenje riječi „rod” u psihološkoj literaturi u takvom značenju koje bi bilo različito od riječi „spol”. Međutim, trenutačno se definicije koje koriste psiholozi da definiraju što je spol, a što rod jako razlikuju. Mnogi autori koriste termine kao sinonime; od onih koji čine razliku između ta dva termina, većina koristi termin "rod" kao nešto više vezano za kulturalne utjecajne, a „spol” kao nešto više vezano uz biologiju; pri tome postoje brojne nekonzistentnosti u tim definicijama. Charlene L. Muehlenhard i Zoe D. Peterson stoga zaključuju (2011.) da će iz tih razloga razlikovanje između „spola” i „roda” biti s vremenom sve manje smisleno i važno.
U sociologiji, predložila je 1972. godine Ann Oakley da se o „spolu” (engl. sex) govori kao o biološkoj podjeli na muškarce i žene, a da se termin „rod” (engl. "gender") koristi za opisivanje kulturalno konstituiranih sadržaja koji društvo povezuje uz ženskost i muškost. Jean Stockard i Miriam M. Johnson predložile su 1992. godine da se u raspravama o tjelesnim razlikama između muškaraca i žena upotrebljava naziv „spol” i „spolne skupine”, a u raspravama o društvenim aranžmanima i očekivanom ponašanju nazivi „rod” i „rodne uloge”. Korištenje termina „rod” kao različitog od „spola” i nadalje promoviraju feministički sociolozi.

### Spolni i rodni identitet
U zadnjih četvrt stoljeća postoji kod nekih autora tendencija da se u primjeni na čovjeka, u društvenim znanostima, pojmovi „spol” i „rod” definiraju različito. U takvoj upotrebi „spol” je društveni konstrukt (što se kod gore navedenih drugačijih definicija govori za "rod"), dok „rod” tu postaje individualni konstrukt, pri čemu ne postoje samo „muško” i „žensko”.
Stoga rodni identitet – prema nekim feminističkim i tzv. queer teoretičarima - podrazumijeva vlastitu rodnu samokoncepciju, ne neophodno ovisnu o spolu koji je pripisan rođenjem. Prema njima, rodni identitet tiče se svakoga ljudskog bića i ne znači samo binarni koncept muškoga ili ženskoga. Prema raznim izvorima kod ustanova koje se bave zaštitom prava „spolnih i rodnih manjina” mogu biti rodni identiteti primjerice „femme” („ženska lezbijka”, „butch” („muška lezbijka”), „drag queen” (muški transseksualac prije operacije), „genderqueer” (oni čije su sklonosti promjenjive), „heteroseksualac” (engl. „Straight”) i razni drugi.
Rodna sloboda - je termin koji bi trebao označavati željeno pravo svake osobe da izražava svoj rod na način koji izabere; kroz ženskost, androginost, muškost ili bilo koju drugu točku na spektrumu. Ovo uključuje pravo na rodnu neodređenost i rodnu kontradikciju. Jednako je važno da svaka osoba ima pravo da odredi, uvjetuje ili mijenja spol na način koji joj odgovara, bio muški, ženski ili bilo koji drugi na spektrumu. Prema nekim autorima, takva „rodna sloboda” je preduvjet svekolikog oslobođenja čovjeka, te ne bi bilo moguće ostvarivanje doista ravnopravnog ljudskog društva, dok se čovječanstvo ne osolobodi podjele na „ljude i žene”.
Brym i dr. koriste (2013. god.) termin „rodni identitet” tako da obuhvaća seksualne orijentacije - te su za njih kategorije poput „gay” i „lezbijka” predstavljaju rodove - tj. koriste oni termin „rodni identitet” onako kako ga je 1980-ih godina predložila Judith Butler, drugi autori – napose psiholozi – govore o „rodnom identitetu” i njegovom mijenjanju isključivo u kategoriji tzv. rodne disforije (v. dolje); prema njihovom shvaćanju homoseksualci i biseksualci ostaju i nadalje „muškarci” i „žene”, a rodni identitet se mijenja u pitanjima transrodnosti.

### Korištenje termina „rod” u području mentalnog zdravlja
Američka psihološka asocijacija u Smjernicama za rad s LGBT pacijentima iznosi da bi trebali praktičari koristiti riječ „rod” na način da se taj pojam odnosi na:
„ponašanja, osjećaje i ponašanja koja određena kultura povezuje s biološkim spolom osobe. Ponašanje koje je kompatibilno s kulturalnim očekivanjem naziva se rodno-sukladnim; ponašanja koja se sagledavaju kao nekompatibilna s tim očekivanjima predstavljaju rodnu nesukladnost. Rodni identitet se odnosi na odnos prema sebi kao muškoj, ženskoj ili tranrodnoj osobi. Kada rodni identitet i biološki spol osobe nisu usklađeni, pojedinac se može identificirati kao transseksualac ili nekom drugom transrodnom kategorijom.”
Prema važećim dijagnostičkim kriterijima kod iste asocijacije, takva se stanja prepoznaju kao mentalni poremećaji pod nazivom „poremećaj spolnog identiteta” (eng. gender identity disorder); ubuduće se taj naziv planira zamijeniti nazivom gender dysphoria. U Međunarodnoj klasifikaciji bolesti Svjetske zdravstvene organizacije, odgovarajući mentalni poremećaji klasificirani su pod šiframa F64.0 – F64.9 (poremećaji spolnog identiteta).
(Vidi još razjašnjenja na tu temu u člancima LGBTIQ pokret i transrodnost.)

## Rodne norme i uloge
U povijesti i danas, ljudska su društva štitila majčinstvo, te život i zdravlje žena; putem zaštite žena i majčinstva ujedno se nastojalo zaštititi zdravlje i dobrobit djece. U poljoprivrednim društvima prošlosti, gdje je vrlo veliki dio ljudskog rada predstavljao teški fizički rad, smatrali su se „muškim” svi poslovi koje su iziskivali upotrebu veće fizičke snage, naporno putovanje ili izlaganje većoj opasnosti. Na tipičnom poljoprivrednom gospodarstvu, dječaci bi kod ulaska u predpubertet prelazili među „muške”, te se od njih očekivalo da obavljaju „muške” poslove poput cijepanja drva i prenošenja tereta, da odlaze na rad u polje i šumu. Djevojčice i djevojke bi pretežno boravile u kući i njenoj blizini, te su se uključivale u razne kućanske poslove, brigu za perad i fizički manje zahtjevne poslove poput onih u vrtu.
Napretkom tehnologije krajem 19. stoljeća udio teških fizičkih poslova opada, ali kulturalna potreba za podjelom na „muške” i „ženske” uloge u svijetu rada i drugim društvenim procesima ostaje. Često to ostaje na razini davanja prednosti ženama - tako se kod znamenitog potonuća RMS Titanic 1912. godine, davalo prednost ženama kod ukrcavanja na čamce za spašavanje: kako je potonuće napredovalo relativno sporo (tri sata) bilo je na raspolaganju dovoljno vremena da žene time postignu prednost koju fizičkom agilnošću ne bi mogle postići, te je spašeno 74 % od svih žena na brodu, 52 % sve djece, ali svega 20 % svih muškaraca. Pripadnost privilegiranoj prvoj klasi je putniku davala otprilike 30 % veću šansu da se preživi; pripadnost ženskom rodu je davala otprilike 370 % veću šansu za preživljavanje. U mnogim drugim situacijama je ženama sprječavano zapošljavanje na poslovima koje su zapravo mogle obavljati, onemogućavano napredovanje (ženama su u praksi bili dostupni rukovodeći poslovi jedino u situacijama kada su svi ili skoro svi podređeni bile žene), osobito im je bilo posve onemogućeno pravo glasa i pravo izbora na političke funkcije. U SAD je opće pravo glasa za žene priznato tek 1920., u Velikoj Britaniji 1928. godine, a u Francuskoj 1945. godine. 
Danas postoji već značajna literatura o „rodnim ulogama” (eng. gender roles), gdje se izučava u prvom redu društvene uloge muškog i ženskog roda (društvene uloge rodovima koji bi odgovarali manjinskim seksualnim orijentacijama se rijetko izučavaju).
Godine 1955. utjecajni američki sociolog Talcot Parsons, izučavajući „nuklearnu obitelj” kakva je postojala u tada već razvijenom industrijskom društvu SAD, govori o tzv. segregaciji spolnih uloga (eng. sex-role segretation) u tadašnjem američkom društvu, gdje se radi dobrobiti obitelji nastojalo majke ostaviti izvan zaposlenja. Tako se nije smatralo prikladnim da žene pohađaju visoko stručno obrazovanje ili da se angažiraju radi ostvarivanja karijere; angažman muškaraca oko kućnih poslova i brige za djecu je bilo poželjan samo do jedne ograničene mjere (tj. muškarac je u tim stvarima trebao donekle pomoći, ali u suštini je te funkcije obavljala i o njima odlučivala žena); kod donošenja stanovitog broja najvažnijih odluka (primjerice odabir mjesta stanovanja, odabir škole za djecu, odlučivanje kod važnih kupovina) zadnju riječ je imao muškarac.
U narednim desetljećima tema je bila mnogo raspravljana od strane feminističkih pisaca. Londa Schiebinger u knjizi „Has Feminism Changed Science” iz 1999. godine iznosi ocjenu da „Rodne uloge - tipično muška ili ženska ponašanja, interesi ili vrijednosti - nisu urođeni, ali ni arbitrarni. One su formirane zbog historijskih okolnosti. One se, također, mijenjaju zbog historijskih okolnosti.”
U suvremenim društvima se smanjuje broj poslova i socijalnih uloga koje su nedostupne za žene: tako primjerice u oružanim snagama SAD žene čine 15 posto ukupnog vojnog personala; za žene su za sada ostale nedostupne uloge u „izravnim borbenim snagama na tlu”, gdje se očekuje sukob s neprijateljem uz korištenje oružja i visokom mogućnošću izravnog fizičkog kontakta s neprijateljem, međutim se priprema ukidanje i te zabrane. Slično je stanje i u Hrvatskoj vojsci, a u travnju 2014. godine je u čin generalice promaknuta Gordana Garašić, kao prva žena s takvim visokim činom u Hrvatskoj.

## Novija kretanja u primjeni termina
U position paperu nastalom kod UNICEF-a krajem 2014. god. koristi multidisciplinarna grupa autora termin „rodni identitet” na način da on obuhvaća transseksualnost, ali ne i seksualne orijentacije poput homoseksualnosti, lezbijstva i biseksualnosti: „Rodni identitet odražava duboko uvriježen osjećaj vlastitog roda, koji predstavlja način kako osoba sebe identificira kao muško, žensko, niti jedno ili oboje od toga, ili neku kombinaciju. Rodni identitet je u pravilu sukladan sa spolom koji mu je određen po rođenju, obično sukladno s vidljivim genitalijama. Transrodne osobe pokazuju nesukladnost između njihovog osjećaja o svojem rodu i o rodu koji im je određen po rođenju. U nekim slučajevima, njihova pojava, način ponašanja i druge vanjske karakteristike mogu odudarati od očekivanja društva o rodno - normativnom ponašanju.” Definicija termina „seksualna orijentacija” na istom mjestu završava sljedećom opaskom: „Seksualna orijentacija nije u svezi s rodnim identitetom”. Ovakva definicija termina „Rod” je različita od prijedloga kojim su Judith Butler i drugi queer teoretičari bili 1980-ih godina namijenili za korištenje tada novog termina „rod”, ali je sukladna aktualnom korištenju termina „rod” u području mentalnog zdravlja, kako ga (v. gore) promovira Američka psihološka asocijacija.
U čl. 3.c Konvencije o sprječavanju i borbi protiv nasilja nad ženama i nasilja u obitelji („Istanbulska konencija”) sadržna je kratka definicja da termin „rod” u toj kovenciji „označava društveno oblikovane uloge, ponašanja, aktivnosti i osobine koje određeno društvo smatra prikladnima za žene i muškarce”. U čl. 43. službenog Pojašnjavajućeg izvješća uz tu konvenciju, navodi se „U kontekstu ove Konvencije termin rod, temeljen na dvama spolovima, muškom i ženskom, pojašnjava da postoje i društveno konstruirane uloge, ponašanja, aktivnosti i atributi koje određeno društvo smatra primjerenim za žene i muškarce. Istraživanja su pokazala da određene uloge ili stereotipi proizvode neželjene ili štetne prakse i pridonose da se nasilje nad ženama smatra prihvatljivim. Kako bi se prevladale takve rodne uloge, članak 12 (1) uokviruje iskorjenjivanje predrasuda, običaja, tradicija i ostalih praksi koje se temelje na ideji inferiornosti žena ili na stereotipnim rodnim ulogama kao opću obvezu za sprečavanje nasilja. Na drugim mjestima, Konvencija poziva na rodno razumijevanje nasilja nad ženama i obiteljskog nasilja kao temelj za sve mjere za zaštitu i potporu žrtvama. To znači da se ti oblici nasilja moraju rješavati u kontekstu prevladavajuće neravnopravnosti žena i muškaraca, postojećih stereotipa, rodnih uloga i diskriminacije žena kako bi se adekvatno odgovorilo na složenost ovog fenomena. Termin „rod” prema ovoj definiciji nije zamišljen kao zamjena za termine 'žena' i 'muškarac' koji se rabe u Konvenciji.” U toč. 53. pojašnjavajućeg izvješća se dodaje: „Određene skupine pojedinaca mogu doživjeti diskriminaciju i na temelju rodnog identiteta, što jednostavno rečeno znači da rod s kojim se poistovjećuju nije u skladu sa spolom koji im je dodijeljen pri rođenju. To uključuje kategorije pojedinaca kao što su transrodne ili transseksualne osobe, transvestiti i ostale skupine osoba koje ne odgovaraju onome što je društvo utvrdilo da pripada kategorijama 'muško' ili 'žensko'”. Ovakvo definiranje je izazvale nemale prijepore u zemljama na istoku Europske unije, povodom aktivnosti radi ratifikacije Istanbulske konvencije 2017. i 2018. god.
Godine 2017. su školske vlasti Novog Južnog Walesa zabranile da se djecu u školama podučava da bi rod bio „socijalni konstrukt”, da je seksualnost „ne-binarna” i  „neprestano mijenjajuća”, uz obrazloženje da je upitna znanstvena utemeljenost tih teorijskih koncepata; tim povodom australski mediji izvješćuju da je „u školama zabranjena »gender theory«".

## Rodna nejednakost
Razvoj feminizma doveo je do skretanja pozornosti na podređeni položaj žena u mnogim društvima, a većinom su feministice (sociologinje) stvorile teorije rodne nejednakosti. Iz toga se može razlikovati nekoliko feminističkih pristupa:
- radikalni feminizam
- liberalni feminizam
- marksistički feminizam i socijalistički feminizam
- separatistički feminizam
- lezbijski feminizam
- rodni feminizam
- crni feminizam
- postmoderni feminizam
- diferencijalni feminizam
- kulturni feminizam
- ekofeminizam
- feminizam pretilosti
- vjerski feminizam